# Livorno Ferraris
Livorno Ferraris es una comune italiana de la provincia de Vercelli, región de Piamonte. Tiene una población estimada, a fines de septiembre de 2021, de 4174 habitantes.

## Evolución demográfica
| Gráfica de evolución demográfica de Livorno Ferraris entre 1861 y 2021 |
|                                                                        |
| Fuente ISTAT - elaboración gráfica de Wikipedia                        |